# Pavare pătrată tetrakis
În geometrie o pavare pătrată tetrakis este o pavare a planului euclidian. Este o pavare pătrată în care fiecare pătrat este divizat în patru triunghiuri isoscele dreptunghice cu unghiurile drepte în punctul central al pătratelor inițiale, formând un aranjament infinit de drepte. De asemenea, se poate forma prin subîmpărțirea fiecărui pătrat al unei grile în două triunghiuri printr-o diagonală, cu diagonalele alternând ca direcție, sau prin suprapunerea a două grile pătrate, una rotită cu 45° față de cealaltă și scalată cu un factor de √2.
Este etichetată V4.8.8 deoarece fiecare față în formă de triunghi isoscel are două tipuri de vârfuri: unul cu 4 triunghiuri și două cu 8 triunghiuri.

## Ca duală a unei pavări uniforme

Suprapunerea pavării pătrate tetrakis peste duala sa, pavarea pătrată trunchiată

Este pavarea duală a pavării pătrate trunchiate, care are un pătrat și două octogoane la fiecare vârf.

## Simetrie
Tipul de simetrie este:
- cu colorarea: cmm; o celulă primitivă este 8 triunghiuri, un domeniu fundamental 2 triunghiuri (1/2 pentru fiecare culoare);
- cu triunghiurile întunecate în negru și cele deschise la culoare în alb: p4g; o celulă primitivă este de 8 triunghiuri, un domeniu fundamental de 1 triunghi (1/2 fiecare pentru alb și negru);
- cu laturile în negru și interioarele în alb: p4m; o celulă primitivă este 2 triunghiuri, un domeniu fundamental 1/2.

Laturile dalei pătrate tetrakis formează un aranjament de drepte⁠(d) simplicial, o proprietate pe care o au și pavarea triunghiulară și pavarea kisrombică.
Aceste drepte formează axele de simetrie ale unui grup de reflexie (grupul de tapet⁠(d) [4,4], (*442) sau p4m), care are triunghiurile pavării ca domenii fundamentale ale sale. Acest grup este izomorf⁠(d) cu grupul de automorfisme ale pavării, care are axe de simetrie suplimentare care bisectează triunghiurile și care are semitriunghiuri drept domenii fundamentale.
Există multe subgrupuri indexate mici ale p4m, simetrie [4,4] (notația orbifold *442), care pot fi văzute în relație cu diagrama Coxeter, cu noduri colorate pentru a corespunde axelor de reflexie, și punctelor de rotație etichetate numeric. Simetria de rotație este prezentată prin zone colorate alternativ alb și albastru, cu un singur domeniu fundamental pentru fiecare subgrup colorat în galben. Reflexiile translate sunt reprezentate cu linii întrerupte.
Subgrupurile pot fi exprimate ca diagrame Coxeter, împreună cu schemele domeniilor fundamentale.
| Schema domeniului fundamental    |                       |                         |                         |                                 |                                              |                                              |
| Notația Coxeter diagrama Coxeter | [1,4,1,4,1] = [4,4] · | [1+,4,4] · =            | [4,4,1+] · =            | [4,1+,4] · =                    | [1+,4,4,1+] · =                              | [4+,4+] = [(4,4+,2+)] ·                      |
| Orbifold                         | *442                  | *442                    | *442                    | *2222                           | *2222                                        | 22×                                          |
| Subgrupuri semidirecte           |                       |                         |                         |                                 |                                              |                                              |
| indice                           |                       | 2                       | 2                       | 2                               | 4                                            | 4                                            |
| Schemă                           |                       |                         |                         |                                 |                                              |                                              |
| Coxeter                          | [4,4+] ·              | [4+,4] ·                | [(4,4,2+)] ·            | [1+,4,1+,4]=[(2+,4,4)] · =      | [4,1+,4,1+]=[(4,4,2+)] · =                   |                                              |
| Orbifold                         | 4*2                   | 4*2                     | 2*22                    | 2*22                            | 2*22                                         |                                              |
| Subgrupuri directe               |                       |                         |                         |                                 |                                              |                                              |
| Indice                           | 2                     | 4                       | 4                       | 4                               | 8                                            | 8                                            |
| Schemă                           |                       |                         |                         |                                 |                                              |                                              |
| Coxeter                          | [4,4]+ ·              | [1+,4,4+] = [4,4+]+ · = | [4+,4,1+] = [4+,4]+ · = | [(4,1+,4,2+)] = [(4,4,2+)]+ · = | [1+,4,1+,4,1+] = [(4+,4+,2+)] = [4+,4+]+ · = | [1+,4,1+,4,1+] = [(4+,4+,2+)] = [4+,4+]+ · = |
| Orbifold                         | 442                   | 442                     | 442                     | 2222                            | 2222                                         | 2222                                         |

## Aplicații
O porțiune de 5 × 9 din pavarea pătrată tetrakis este folosită pentru a forma tabla jocului de societate malgaș Fanorona. În acest joc piesele sunt plasate pe vârfurile dalelor și se deplasează de-a lungul laturilor, capturând piese de cealaltă culoare până când o parte a capturat toate piesele celeilalte părți. În acest joc vârfurile de gradul 4 și gradul 8 ale pavării sunt numite intersecții slabe respectiv și intersecții tari, deosebire care joacă un rol important în strategia jocului. O tablă similară este folosită și în jocul brazilian Adugo, precum și în jocul iepurele și câinii.
Pavarea pătrată tetrakis a fost folosită pentru o serie de timbre poștale comemorative emise de Serviciul poștal al Statelor Unite în 1997, cu un model alternativ de două timbre diferite. În comparație cu modelul mai simplu pentru timbrele triunghiulare în care toate șirurile diagonale de perforații sunt paralele între ele, modelul tetrakis are avantajul că, atunci când este pliat de-a lungul oricăreia dintre perforațiile sale, celelalte perforații se aliniază unele cu altele, făcând posibilă plierea repetată.